# PBZ Zagreb Indoors 2010
PBZ Zagreb Indoors 2010 — тенісний турнір, що проходив на кортах з твердим покриттям у місті Загреб, Хорватія з 1 лютого . Належав до категорії ATP World Tour 250.

## Фінальна частина

### Одиночний розряд
Марин Чилич —  Міхаель Беррер 6–4, 6–7(5–7), 6–3

### Парний розряд
Юрген Мельцер /  Філіпп Пецшнер —  Арно Клеман /  Олів'є Рохус 3–6, 6–3, [10–8]